# Pamela McGee
Pamela McGee, née le 1er décembre 1962 à Flint, dans le Michigan, est une joueuse et entraîneuse américaine de basket-ball. Elle évoluait au poste de pivot.

## Biographie
Pamela McGee a également joué au Brésil, en France, en Italie et en Espagne. Elle est la mère du basketteur JaVale McGee. Elle est la première joueuse de WNBA à avoir un fils jouant en NBA. Puis sa fille Imani Boyette est choisie lors de la draft WNBA 2016,.

## Palmarès
- Championne olympique 1984
- Finaliste du championnat du monde 1983
- Vainqueur des Jeux panaméricains 1983